# Dave MacLeod

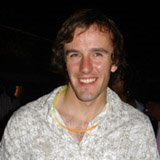
Dave MacLeod

Dave MacLeod (* 17. Juli 1978 in Glasgow) ist ein schottischer Kletterer. Er ist bekannt für seine Erstbegehungen der Routen Rhapsody und Echo Wall, zwei der schwersten Trad-Routen Schottlands, sowie dafür, mit Darwin Dixit als Erster eine Route der Schwierigkeit 8c (später abgewertet auf 8b+) Free Solo geklettert zu haben.

## Karriere
MacLeod klettert Trad-Routen, Sport-Routen, Boulder sowie Mixed-Routen. Bekanntheit erlangte er 2006 für die Erstbegehung von Rhapsody, der weltweit ersten Trad-Route im Grad E11. Zwei Jahre später kletterte er die Trad-Route Echo Wall am Ben Nevis in Schottland. Die Route ist 100m lang und weist Schwierigkeiten bis 8c+/9a auf. Sie ist schlecht abgesichert und es besteht die Möglichkeit auf einen Bodensturz. MacLeod äußerte sich zu keinem Schwierigkeitsgrad, meinte aber, dass Echo Wall die schwierigste Trad-Route sei, die er je geklettert habe. 2008 kletterte er als mentale Vorbereitung für die Begehung von Echo Wall die damals mit 8c (heute 8b+) bewertete Route Darwin Dixit Free Solo.
2010 gelang ihm die Erstbegehung von Anubis, eine Mixed-Route am Ben Nevis im Schwierigkeitsgrad VII 12. Zudem klettert MacLeod zahlreiche Big-Walls, wie Project Fear (400m, 8c) an der Nordwand der Westlichen Zinne, Paciencia (900m, 8a) an der Eiger-Nordwand und Disco 2000 (400m, 8a+) in Blåman, Norwegen.
Außerdem hat MacLeod Sportkletter-Routen bis 9a und Boulder bis 8B+ geklettert.

## Leben
MacLeod hat einen Bachelorabschluss in Sportwissenschaften und Physiologie und einen Masterabschluss in Sport- und Bewegungswissenschaften sowie in Ernährungswissenschaften. Neben dem Klettern befasst er sich mit Sportwissenschaften und Ernährung. Er hat zwei Bücher verfasst, welche Training und Verletzungsprävention im Klettersport thematisieren.

## Erfolge
- 2006: Rhapsody (trad, E11, 7a), Dumbarton, Schottland. Erstbegehung[5]
- 2007: A Muerte (sport, 9a), Siurana, Spanien.[6]
- 2008: Darwin Dixit (sport, 8c, später abgewertet auf 8b+), Margalef, Spanien. Free Solo[7]
- 2008: Echo Wall (trad, E10), Ben Nevis, Schottland. Erstbegehung[8][9]
- 2010: Anubis (mixed, VII 12), Ben Nevis, Schottland. Erstbegehung.
- 2012: Natural Method (boulder, 8B+), Glen Nevis, Schottland. Boulder, Erstbegehung[10]
- 2013: Paciencia (sport, 8a), Eiger-Nordwand, Schweiz.
- 2014: Project Fear (sport, 8c), Westliche Zinne, Dolomiten, Erstbegehung.
- 2015: Disco 2000 (sport, 8a+), Blåman, Norwegen.
- 2019: Hunger (sport, 9a), Loch Goil, Schottland.[11]
- 2020: Nevermore (mixed, VIII, 8), Ben Nevis, Schottland, Erstbegehung.[12]
- 2022: Lexicon (trad, E11, 7a), Lake District, England.[13]

## Bücher
- Make or break: Don't Let Climbing Injuries Dictate Your Success. Rare Breed Productions, 2009.
- 9 out of 10 climbers make the same mistakes: Navigation Through the Maze of Advice for the Self-coached Climber. Rare Breed Productions, 2015.

## Nachweise
1. ↑  MacLeod's Boldest: Echo Wall - Alpinist.com. Abgerufen am 7. September 2022.
2. ↑  The grade of Echo Wall. Abgerufen am 7. September 2022.
3. ↑  Dave MacLeod: Why I free solo. Abgerufen am 7. September 2022 (englisch).
4. 1 2  About Dave MacLeod. Abgerufen am 7. September 2022 (englisch).
5. ↑  Dave MacLeod, The Modern Traditionalist? auf ukclimbing.com
6. ↑  Dave MacLeod - A Muerte F9a auf ukclimbing.com
7. ↑  Dave Macleod - 8c Solo - Interview auf ukclimbing.com
8. ↑  MacLeod's Boldest: Echo Wall auf alpinist.com
9. ↑  Echo Wall | E10 Trad climb at Ben Nevis  auf climbing-history.org
10. ↑  Dave MacLeod, The Natural Method auf ukclimbing.com
11. ↑  NEWS: Third Ascent of Hunger 9a by Dave MacLeod. Abgerufen am 7. September 2022 (englisch).
12. ↑  Dave MacLeod, Iain Small establish Nevermore on Ben Nevis, Scotland. Abgerufen am 7. September 2022 (englisch).
13. ↑  Nerven aus Stahl: Dave MacLeod wiederholt die Trad-Route Lexicon (E11, 7a). In: LACRUX Klettermagazin. 13. April 2022, abgerufen am 7. September 2022.

| Personendaten    | Personendaten             |
| ---------------- | ------------------------- |
| NAME             | MacLeod, Dave             |
| KURZBESCHREIBUNG | britischer Sportkletterer |
| GEBURTSDATUM     | 17. Juli 1978             |
| GEBURTSORT       | Glasgow                   |